# Veronika Nitsche
Veronika Nitsche (* 28. März 1971 in Zams, Tirol) ist eine österreichische Politikerin der Grünen. Seit dem 17. Dezember 2019 ist sie Abgeordnete zum Landtag Steiermark.

## Leben

### Ausbildung und Beruf
Veronika Nitsche besuchte ab 1981 das Bundesrealgymnasium in Landeck, wo sie 1990 maturierte. Anschließend absolvierte sie ein zweijähriges Kolleg für Mode und Bekleidungstechnik. Danach begann sie ein Studium der Rechtswissenschaften an der Universität Wien (bis 1997). 2002/03 absolvierte sie an der Universität Graz einen Universitätslehrgang für Internationales Projektmanagement, 2004/05 erwarb sie einen Master of Business Administration.
Seit 2001 ist sie als Projektmanagerin beim Verein World University Service Austria (WUS Austria) tätig, wo sie seit 2014 auch Finanzverantwortliche ist.
Nitsche ist verheiratet und Mutter einer Tochter. Sie lebt nach Stationen in Wien und Bosnien seit 2001 in Graz.

### Politik
Bei den Grünen ist sie seit 2017 in der Bezirksgruppe St. Leonhard aktiv, seit November 2018 ist sie Mitglied des Vorstands der Grünen in Graz (Alternative Liste Graz, ALG).
Bei der Landtagswahl 2019 kandidierte sie auf dem fünften Listenplatz der Landesliste. Am 17. Dezember 2019 wurde sie zu Beginn der XVIII. Gesetzgebungsperiode als Abgeordnete zum Landtag Steiermark angelobt, wo sie im Grünen Landtagsklub als Sprecherin für Menschenrechte, Diversität, Wissenschaft und Forschung fungiert.
Ende 2024 wurde sie zur Vorsitzenden der Grünen Landesfrauenorganisation in der Steiermark gewählt.